# Тёмная ночь пугала
«Тёмная ночь пугала» (англ. Dark Night of the Scarecrow) — американский фильм ужасов 1981 года, снятый режиссёром Фрэнком Де Феллитой.

## Сюжет
Безобидный, умственно отсталый молодой человек — Бабба Риттер дружил с девочкой Мэрили Уильямс. Их дружба не нравилась четырём местным жителям, которые ждали подходящего случая, чтобы всерьёз разобраться с Баббой. Во время прогулки Мэрили и Баббы с Мэрили происходит несчастный случай. Четыре жителя во главе с почтальоном Отисом Хейзелриггом устраивают облаву на Баббу и, обнаружив его на поле, замаскированным под пугало, они незаконно вершат над ним самосуд. За недоказанностью преступления (и вопиющего лжесвидетельства Хейзелригга) всех убийц Баббы несправедливо отпускают из зала суда. Дух Баббы начинает мстить своим обидчикам. В скором времени всех убийц одного за другим ждёт страшная смерть…

## В ролях
- Чарльз Дёрнинг — Отис П. Хейзелригг
- Роберт Ф. Лайонс — Скитер Норрис
- Клод Эрл Джонс — Филби
- Лейн Смит — Харлисс Хокер
- Тоня Кроу — Мэрили Уильямс
- Ларри Дрейк — Бабба Риттер
- Джослин Брандо — миссис Риттер
- Том Тейлор — окружной прокурор Сэм Уиллок
- Ричард Маккензи — судья Генри
- Айви Джонс — миссис Уильямс
- Джеймс Тартан — Фрэнк Уильямс
- Эд Колл — адвокат защиты
- Элис Нанн — миссис Банч
- Джон Стедман — мистер Лумис

## Съёмочная группа
- Режиссёр: Фрэнк Де Феллита
- Продюсеры: Бобби Фрэнк, Джо Уайзен[англ.], Джанет Грик[англ.]
- Сценаристы: Батлер Хэндкок, Дж.Д. Фейгельсон
- Оператор: Винсент А. Мартинелли
- Композитор: Гленн Пакстон

## Номинации
- Молодой актёр — номинация (1982)[1]